# 사계절출판사
사계절출판사는 대한민국의 출판사이다. 처음에는 사회과학 서적을 주로 내다가 2000년대에 들어서서는 인문과학 서적 등으로도 외연을 확장하였다. 다양한 출판 활동을 통해서 지식 전달 사업을 하였다. 현재 경기도 파주시의 출판단지에 위치하고 있다.

## 역사
전두환 군사독재정부 시절인 1982년 6월 1일에 김영종 대표는 사계절출판사를 설립하였다. 김영종 대표는 전남대 출신으로 학생운동을 이유로 학교에서 쫓겨나 징역형을 살았다. 경기도 오산에 위치한 한신대에 편입학을 하였으나 다시 데모를 하다가 징역형을 살게 되었다. 이후 사계절 출판사를 차리고 초기에는 진보적인 사회 이념을 담은 '사회주의 인간론'과 같은 서적을 출판하여 판매 금지를 당하는 수모를 겪기도 했으며, 1980년대 말에서 1990년대 초 무렵 사회주의 국가의 몰락으로 사회과학 서적에서 인문, 아동, 청소년분야로 출판의 영역을 넓혀가기 시작했다. 이후 김영종 대표는 사적인 이유로 1994년 대표직에서 물러났으며, 1987년부터 사계절출판사 편집부장으로 일하던 강맑실은 1995년부터 사계절출판사 대표를 맡아, 이후 2000년에 들어서는 사계절출판사에서는 아동, 청소년, 그림책, 교양, 인문, 역사 서적 등을 두루 펴냈다.
1985년 한국 현대문학의 주요 인물 중 한 사람인 벽초 홍명희의 역사소설 《임꺽정》을 출판하는 업적을 남겼다. 황선미 작가의 2000년 작품 《마당을 나온 암탉》은 애니메이션으로도 만들어졌다. 강상중 작가의 2009년 저서 《고민하는 힘》은 '올해의 책'으로 선정되었다.

## 출판 분야

### 어린이 도서
- 고학년 위인전 : 《민족 시인 신동엽》, 《청년 노동자 전태일》,《통일 할아버지 문익환》 등이 있다. 어린이 도서라고는 하지만, 문체가 쉽고 내용이 진지해서 어른들도 읽을 수 있다.
- 고학년 교양서적 : 위기철의 〈논리야 시리즈〉3권 등이 있다.
- 동화 : 창작동화 《마당을 나온 암탉》등이 있다.

### 교양도서
- 한국사, 세계사 등을 진보적으로 해석한 교양도서 시리즈 〈교실 밖 시리즈〉아틀라스 시리즈 등이 있다.
- 한국생활사박물관 시리즈를 통해 한국사를 시각적으로 풍부하게 묘사하여, SBS 어린이미디어대상 최우수상, 한국출판문화대상 특별상, 출판 편집장들이 뽑은 올해의 베스트 10, 어린이도서연구회선정 최고의 책, '월간디자인'의 2000 우수디자인 프로젝트상 등을 수상 하였다.